# Nácori Chico
Nácori Chico è un comune del Messico, situato nello stato di Sonora.